# Tetsuta Nagashima
Tetsuta Nagashima (長島 哲太?, Nagashima Tetsuta; Kanagawa, 2 luglio 1992) è un pilota motociclistico giapponese.

## Carriera
Corre alcuni anni nel campionato giapponese, vincendo la categoria GP-MONO nel 2011, finendo secondo con una Honda NSF250R nella categoria J-GP3 nel 2012 e sesto in quella J-GP2 nel 2013 a bordo di una TSR.
Nel 2013 corre il GP del Giappone nella classe Moto2 del motomondiale in sostituzione dell'infortunato Mike Di Meglio sulla MotoBi del team JiR Moto2. Nel 2014 diventa pilota titolare in Moto2, correndo con la TSR 6 del team JiR, senza ottenere punti. In questa stagione è costretto a saltare i Gran Premi di Gran Bretagna, San Marino, Aragona, Giappone, Australia e Malesia a causa della frattura di tibia e perone destri rimediata nelle prove libere del GP di Gran Bretagna. Nel 2015 è settimo nel CEV Moto2 con due piazzamenti a podio.
Nel 2016 è vice-campione del CEV Moto2. Contestualmente alla manifestazione continentale, corre in Moto2 i Gran Premi di Aragona e Giappone come wild card a bordo di una Kalex Moto2 del team Ajo Motorsport Academy nel motomondiale, totalizzando due punti. Nel 2017 diventa pilota titolare in Moto2 del team Teluru SAG, che gli affida una Kalex. Ottiene come miglior risultato un decimo posto in Malesia e termina la stagione al 26º posto con 14 punti. Nel 2018 passa al Idemitsu Honda Team Asia, alla guida di una Kalex; il compagno di squadra è Khairul Idham Pawi. Ottiene come miglior risultato un ottavo posto in Thailandia e termina la stagione al 20º posto con 27 punti. In questa stagione è costretto a saltare il Gran Premio d'Olanda a causa di una frattura alla mano sinistra rimediata nelle prove libere del GP.
Nel 2019 passa alla guida della Kalex del team SAG; il compagno di squadra è Remy Gardner. Il 10 Agosto dello stesso anno, ottiene la sua prima pole position nel motomondiale, in occasione del gran premio d'Austria. Ottiene due quinti posti (Olanda e Gran Bretagna) come miglior risultato in gara e termina la stagione al 14º posto con 78 punti.
Nel 2020 guida la Kalex Moto2 del team Ajo Motorsport; il compagno di squadra è Jorge Martín. Ottiene la sua prima vittoria in Qatar e un secondo posto in Spagna. Conclude la stagione all'ottavo posto con 91 punti.
Nel 2021 corre con la Kalex del team Italtrans Racing i Gran Premi di Americhe, Algarve e Comunità Valenciana al posto del convalescente Lorenzo Dalla Porta. Ottiene 5 punti arrivando 11º nell'ultimo GP di Valencia chiudendo al 29º posto.
Nel 2022 corre in MotoGP il GP del Giappone come wild card con la Honda RC213V del HRC Team, mentre prende il posto dell'infortunato Takaaki Nakagami nel team LCR Honda Idemitsu nei GP di Thailandia, d'Australia e della Malesia. Non ottiene punti validi per la classifica. In questa stagione inoltre, è chiamato a sostituire l'infortunato Iker Lecuona al Gran Premio d'Australia, ultima tappa del mondiale Superbike. Chiude in zona punti due delle tre gare previste raccogliendo tredici punti coi quali si classifica al ventunesimo posto. Nel biennio 2022-2023 prende parte alla 8 Ore di Suzuka, mentre nel 2024 è pilota titolare nel campionato giapponese Superbike con una Honda gommata Dunlop. In occasione del Gran Premio di Jerez torna a gareggiare nel mondiale Superbike: porta in pista una CBR1000RR-R sperimentale in ottica 2025. Il punto conquistato in gara uno gli consente di classificarsi ventottesimo tra i piloti e undicesimo nel Trofeo Indipendenti.

## Risultati in gara

### Motomondiale

#### Moto2
| 2013 | Classe | Moto   |  |  |  |  |  |  |  |  |  |  |  |  |  |  |  |  |    |  |  | Punti | Pos. |
| ---- | ------ | ------ |  |  |  |  |  |  |  |  |  |  |  |  |  |  |  |  | -- |  |  | ----- | ---- |
| 2013 | Moto2  | MotoBi |  |  |  |  |  |  |  |  |  |  |  |  |  |  |  |  | 20 |  |  | 0     |      |

| 2014 | Classe | Moto |    |    |    |    |     |    |    |    |    |    |     |    |  |  |  |  |  |    |  | Punti | Pos. |
| ---- | ------ | ---- | -- | -- | -- | -- | --- | -- | -- | -- | -- | -- | --- | -- |  |  |  |  |  | -- |  | ----- | ---- |
| 2014 | Moto2  | TSR  | 21 | 20 | 31 | 22 | Rit | 28 | 23 | 20 | 22 | 23 | Rit | NP |  |  |  |  |  | 26 |  | 0     |      |

| 2016 | Classe | Moto  |  |  |  |  |  |  |  |  |  |  |  |  |  |    |    |  |  |  |  | Punti | Pos. |
| ---- | ------ | ----- |  |  |  |  |  |  |  |  |  |  |  |  |  | -- | -- |  |  |  |  | ----- | ---- |
| 2016 | Moto2  | Kalex |  |  |  |  |  |  |  |  |  |  |  |  |  | 23 | 14 |  |  |  |  | 2     | 32º  |

| 2017 | Classe | Moto  |    |    |    |    |    |    |    |    |    |    |    |    |    |    |    |    |    |    |  | Punti | Pos. |
| ---- | ------ | ----- | -- | -- | -- | -- | -- | -- | -- | -- | -- | -- | -- | -- | -- | -- | -- | -- | -- | -- |  | ----- | ---- |
| 2017 | Moto2  | Kalex | 19 | 19 | 19 | 15 | 21 | 24 | 26 | 21 | 18 | 17 | 12 | 19 | 13 | 18 | 20 | 18 | 10 | 26 |  | 14    | 26º  |

| 2018 | Classe | Moto  |    |    |    |    |    |     |    |    |     |    |    |    |     |    |   |    |    |     |    | Punti | Pos. |
| ---- | ------ | ----- | -- | -- | -- | -- | -- | --- | -- | -- | --- | -- | -- | -- | --- | -- | - | -- | -- | --- | -- | ----- | ---- |
| 2018 | Moto2  | Kalex | 21 | 17 | 19 | 13 | 25 | Rit | 13 | NP | Rit | 16 | 15 | AN | Rit | 15 | 8 | 12 | 13 | Rit | 12 | 27    | 20º  |

| 2019 | Classe | Moto  |     |    |    |   |    |    |    |   |    |   |     |   |     |     |    |     |    |   |    | Punti | Pos. |
| ---- | ------ | ----- | --- | -- | -- | - | -- | -- | -- | - | -- | - | --- | - | --- | --- | -- | --- | -- | - | -- | ----- | ---- |
| 2019 | Moto2  | Kalex | Rit | 12 | 12 | 7 | 11 | 14 | 10 | 5 | 12 | 9 | Rit | 5 | Rit | Rit | 15 | Rit | 10 | 8 | 21 | 78    | 14º  |

| 2020 | Classe | Moto  |   |   |    |    |     |   |     |    |    |    |   |    |    |    |    |  |  |  |  | Punti | Pos. |
| ---- | ------ | ----- | - | - | -- | -- | --- | - | --- | -- | -- | -- | - | -- | -- | -- | -- |  |  |  |  | ----- | ---- |
| 2020 | Moto2  | Kalex | 1 | 2 | 11 | 11 | Rit | 4 | Rit | 23 | 12 | 21 | 9 | 14 | 12 | 12 | 14 |  |  |  |  | 91    | 8º   |

| 2021 | Classe | Moto  |  |  |  |  |  |  |  |  |  |  |  |  |  |  |    |  |    |    |  | Punti | Pos. |
| ---- | ------ | ----- |  |  |  |  |  |  |  |  |  |  |  |  |  |  | -- |  | -- | -- |  | ----- | ---- |
| 2021 | Moto2  | Kalex |  |  |  |  |  |  |  |  |  |  |  |  |  |  | 16 |  | 21 | 11 |  | 5     | 29º  |

| Legenda | 1º posto        | 2º posto            | 3º posto            | A punti      | Senza punti        | Grassetto – Pole position Corsivo – Giro più veloce |
| Legenda | Gara non valida | Non qual./Non part. | Ritirato/Non class. | Squalificato | '-' Dato non disp. | Grassetto – Pole position Corsivo – Giro più veloce |

#### MotoGP
| 2022 | Classe | Moto  |  |  |  |  |  |  |  |  |  |  |  |  |  |  |  |     |    |    |     |  | Punti | Pos. |
| ---- | ------ | ----- |  |  |  |  |  |  |  |  |  |  |  |  |  |  |  | --- | -- | -- | --- |  | ----- | ---- |
| 2022 | MotoGP | Honda |  |  |  |  |  |  |  |  |  |  |  |  |  |  |  | Rit | 22 | 19 | Rit |  | 0     |      |

| Legenda | 1º posto        | 2º posto            | 3º posto            | A punti      | Senza punti        | Grassetto – Pole position Corsivo – Giro più veloce |
| Legenda | Gara non valida | Non qual./Non part. | Ritirato/Non class. | Squalificato | '-' Dato non disp. | Grassetto – Pole position Corsivo – Giro più veloce |

### Campionato mondiale Superbike
| 2022 | Moto  |  |  |  |  |  |  |  |  |  |  |  |  |  |  |  |  |  |  |  |  |  |  |  |  |  |  |  |  |  |  |  |  |  |    |    |   |  |  |  |  |  |  | Punti | Pos. |
| ---- | ----- |  |  |  |  |  |  |  |  |  |  |  |  |  |  |  |  |  |  |  |  |  |  |  |  |  |  |  |  |  |  |  |  |  | -- | -- | - |  |  |  |  |  |  | ----- | ---- |
| 2022 | Honda |  |  |  |  |  |  |  |  |  |  |  |  |  |  |  |  |  |  |  |  |  |  |  |  |  |  |  |  |  |  |  |  |  | 10 | 19 | 9 |  |  |  |  |  |  | 13    | 21º  |

| 2024 | Moto  |  |  |  |  |  |  |  |  |  |  |  |  |  |  |  |  |  |  |  |  |  |  |  |  |  |  |  |  |  |  |  |  |  |    |    |    |  |  |  |  |  |  | Punti | Pos. |
| ---- | ----- |  |  |  |  |  |  |  |  |  |  |  |  |  |  |  |  |  |  |  |  |  |  |  |  |  |  |  |  |  |  |  |  |  | -- | -- | -- |  |  |  |  |  |  | ----- | ---- |
| 2024 | Honda |  |  |  |  |  |  |  |  |  |  |  |  |  |  |  |  |  |  |  |  |  |  |  |  |  |  |  |  |  |  |  |  |  | 15 | 19 | 16 |  |  |  |  |  |  | 1     | 28º  |

| 2025 | Moto  |    |     |    |  |  |  |  |  |  |  |  |  |  |  |  |  |  |  |  |  |  |  |  |  |  |  |  |  |  |  |  |  |  |  |  |  |  |  |  |  |  |  | Punti | Pos. |
| ---- | ----- | -- | --- | -- |  |  |  |  |  |  |  |  |  |  |  |  |  |  |  |  |  |  |  |  |  |  |  |  |  |  |  |  |  |  |  |  |  |  |  |  |  |  |  | ----- | ---- |
| 2025 | Honda | 14 | Rit | 18 |  |  |  |  |  |  |  |  |  |  |  |  |  |  |  |  |  |  |  |  |  |  |  |  |  |  |  |  |  |  |  |  |  |  |  |  |  |  |  | 2     |      |

| Legenda | 1º posto        | 2º posto            | 3º posto           | A punti      | Senza punti        | Grassetto – Pole position Corsivo – Giro più veloce |
| Legenda | Gara non valida | Non qual./Non part. | Ritirato/Non class | Squalificato | '-' Dato non disp. | Grassetto – Pole position Corsivo – Giro più veloce |